# Коста Менезес, Рилдо да
Рилдо да Коста Менезес (порт.-браз. Rildo da Costa Menezes; 23 января 1942, Ресифи — 16 мая 2021, Лос-Анджелес, Калифорния) — бразильский футболист, левый защитник.

## Карьера
Рилдо начал свою карьеру в молодёжном составе клуба «Ибис», которую он сам называл «худшей командой в мире». С ранних дней своей карьеры футболист играл на левом краю обороны, подражая своему кумиру Нилтону Сантосу. Оттуда он перешёл в клуб «Спорт Ресифи». В 1959 году клуб «Ботафого» провёл товарищеский матч со «Спортом». После окончания встречи, главный тренер «Глориосо», Жуан Салданья, пригласил Рилдо в команду. Трансфер футболист состоялся спустя пять месяцев в декабре 1959 года. Первоначально игрок выступал во второй команде, тренируясь с первым составом. Он долгое время на тренировках противостоял Гарринче, который постоянно обыгрывал молодого футболиста. В этот период Рилдо был призван в армию, но туда он не явился. Позже его поймали и отправили в 8 артиллерийский полк, расквартированный в Леблоне. Там, как дезертир, он находился в изоляторе в течение двух месяцев. Позже «Ботафого» смог вернуть своего игрока и добиться отмены призыва. Чуть позже после возвращения Рилдо был введён в основной состав, как резервист своего кумира Нилтона Сантоса. В 1961 и 1962 годах защитник выигрывал с клубом два чемпионата штата Рио-де-Жанейро. В 1962 году Рилдо победил с клубом на турнире Рио-Сан-Паулу, а затем повторил этот успех в 1964 и 1966 годах.
В 1967 году «Ботафого» стал испытывать финансовые проблемы. И партнёр по сборной, Карлос Алберто, предложил Рилдо перейти в стан его команды — «Сантоса». Переговоры между клубами были очень тяжёлыми и долгими. Защитник даже отказался от 15 % прав на деньги от продажи контракта, только чтобы «Сантос» смог выкупить его у «Ботафого». В конце концов клубы достигли соглашения. Клуб предоставил игроку квартиру с видом на океан, а также выплатил половину из 15 %, от которых Рилдо отказался ещё на стадии переговоров. Защитник выиграл с клубом три чемпионата штата, Кубок Роберто Гомеса Педрозы и Суперкубок межконтинентальных чемпионов. Он провёл в составе команды 325 матчей и забил 11 голов. Затем он ненадолго вернулся в «Ботафого», за который провёл, в общей сложности 298 матчей и забил 3 гола. Потом футболист играл за клубы АБС и СЭУБ. Рилдо сыграл за АБС только одну официальную игру и был отстранён Спортивным судом Бразилии, так как он, а также ещё два игрока клуба не имели право выходить на поле, не будучи официально игроками команды.
С 1974 по 1976 год защитник, по некоторым данным, играл за мексиканскую «Америку». В 1976 году Пеле пригласил Рилдо поиграть за «Нью-Йорк Космос», там он провёл один сезон, в котором выиграл чемпионат Североамериканской футбольной лиги, затем играл за «Саутерн Калифорния Лейзерс» и футзальный клуб «Кливленд Форс», «Калифорния Саншайн», «Кливленд Кобрас» и «Лос-Анджелес Ацтекс», где он завершил карьеру в 1981 году. Рилдо остался жить в США, там он тренировал клубы «Калифорния Эмперорс», «Лос-Анджелес Сальса» и «Сан-Фернандо Вэйли Голден Иглз».
В состав сборной Бразилии Рилдо вызывался с 1962 года. Он, не проведя ни одной игры за национальную команду, был кандидатом на поездку на чемпионат мира 1962, но проиграл конкуренцию Алтаиру. В 1966 году защитник всё же поехал на мировое первенство. Там игрок провёл одну встречу — с Португалией, в которой он забил гол, однако его команда проиграла 1:3 и выбыла из турнира. Рилдо провёл все предварительные матчи перед чемпионатом мира 1970, будучи игроком стартового состава у Жуана Салданьи. После ухода Салданьи с поста главного тренера и назначения на его пост Марио Загалло, Рилдо перестали вызывать в состав «Селесао»; причиной назвали медицинский осмотр, который выявил у защитника проблемы с сердцем. Спустя несколько лет Рилдо потребовал у доктора сборной Лидиу де Толеду назвать диагноз, по которому футболист не мог играть за национальную команду. Тот ничего конкретного сказать не смог, лишь пояснив, что это заболевание иногда проявляется, а иногда нет. Всего за национальную команду Рилдо провёл 48 матчей и забил 1 гол.

## Достижения
- Чемпион штата Рио-де-Жанейро: 1961, 1962
- Победитель турнира Рио-Сан-Паулу: 1962, 1964, 1966
- Чемпион штата Сан-Паулу: 1967, 1968, 1969
- Обладатель Кубка Роберто Гомеса Педрозы: 1968
- Победитель Суперкубка межконтинентальных чемпионов: 1968
- Чемпион Североамериканской футбольной лиги: 1977

## Личная жизнь
Рилдо дважды был женат. От первой супруги у него осталось две дочери. На второй супруге, Терезе, он женился в 2003 году.